# Archiv unterdrückter Literatur in der DDR
Das Archiv unterdrückter Literatur in der DDR ist ein von der Bundesstiftung zur Aufarbeitung der SED-Diktatur gefördertes Projekt zur Erforschung bislang unbekannter, in der sowjetischen Besatzungszone oder der DDR entstandener literarischer Texte, die dort nicht veröffentlicht wurden bzw. werden durften.

## Geschichte
An dem Projekt war unter anderem das Hannah-Arendt-Institut für Totalitarismusforschung beteiligt.
Das Archiv wurde von Joachim Walther und Ines Geipel gegründet.
Von 2001 bis 2005 füllten sie es mit ungefähr 40.000 Manuskriptseiten von rund 100 Autoren.
Im Gegensatz zu (ebenfalls aufgenommenen) Vor- und Nachlässen war ein großer Teil davon von der Staatssicherheit als Beweismaterial gegen verhaftete Autoren aufbewahrt worden, Walther stieß darauf bei seiner Arbeit im Auftrag der Gauck-Behörde.

## Die Verschwiegene Bibliothek

### Übersicht
Seit 2005 gaben Joachim Walther und Ines Geipel die Reihe „Die Verschwiegene Bibliothek“ in der Edition Büchergilde mit Texten aus dem Archiv heraus.
Als erste zwei von zwanzig ursprünglich geplanten Titeln erschienen 2005 ein Band mit Lyrik und Briefen von Edeltraud Eckert (die 1955 nach einem Arbeitsunfall im Frauenzuchthaus Hoheneck starb) und ein literarisches Tagebuch aus den Wendejahren 1989/1990 von Radjo Monk.
Die Reihe wurde jedoch (zu Joachim Walthers Leidwesen) nach zehn Bänden mit Michael Sallmanns 2008 erschienenen Badetag beendet.

### Bände
Im Einzelnen sind in dieser Reihe zwischen 2005 und 2008 erschienen:
- Edeltraud Eckert: Jahr ohne Frühling. 2005, ISBN 3-936428-43-3.
- Radjo Monk: Blende 89. 2005, ISBN 3-936428-46-8.
- Gabriele Stötzer: Ich bin die Frau von gestern. 2005, ISBN 3-936428-47-6.
- Ralf-Günter Krolkiewicz: Nirgends ein Feuer mehr. 2006, ISBN 3-936428-63-8.
- Thomas Körner: Das Grab des Novalis. 2007, ISBN 978-3-940111-38-8.
- Henryk Bereska: Kolberger Hefte. 2007, ISBN 978-3-940111-39-5.
- Günter Ullmann: Die Wiedergeburt der Sterne nach dem Feuerwerk. 2008, ISBN 978-3-940111-47-0.
- Sylvia Kabus: Weißer als Schnee. 2008, ISBN 978-3-940111-49-4.
- Heidemarie Härtl: Puppe im Sommer. 2008, ISBN 978-3-936428-52-0.
- Salli Sallmann: Badetag. 2008, ISBN 978-3-940111-56-2.

Für die Gründung des „Archivs unterdrückter Literatur“ und die Reihe „Die Verschwiegene Bibliothek“ wurden Geipel und Walther 2011 mit dem Antiquaria-Preis zur Förderung der Buchkultur ausgezeichnet.